# Eric Bergoust
Eric Bergoust (* 27. srpna 1969, Missoula, Montana, USA) je bývalý americký akrobatický lyžař. 
Na olympijských hrách v Naganu roku 1998 vyhrál závod v akrobatických skocích. Ve stejné disciplíně se stal mistrem světa v roce 1999. Z MS má i stříbro z roku 1997. Ve světovém poháru vyhrál 15 závodů, 26krát stál na stupních vítězů. Stal se celkovým vítězem světového poháru, velký křišťálový glóbus převzal v roce 2002. Malý glóbus za triumf v akrobatických skocích získal dvakrát (2001, 2002). Je trojnásobným mistrem USA. Zúčastnil se čtyř olympijských her, nejvíce v historii amerického lyžařského týmu. Je jedním z pěti lidí, o kterých je známo, že provedli čtverný flip. Jeho kariéra byla několikrát přerušena různými zraněními, včetně několika zlomenin, zranění kolena v roce 1993 a těžkého zranění zad v roce 1995. V roce 2007 byl uveden do americké národní lyžařské síně slávy.